# سیارک ۲۰۶۲۳
سیارک ۲۰۶۲۳ (به انگلیسی: 20623 Davidyoung، نامگذاری:1999TS11) بیست هزار و ششصد و بیست و سومین سیارک کشف شده‌است که در ۱۰ اکتبر ۱۹۹۹ کشف شد.
قدر مطلق سیارک برابر ۱۳٫۰۰ است.